# Maico GS 175
Die Maico GS 175 war ein Motorrad der Maico Fahrzeugfabrik in Ammerbuch-Pfäffingen. Es wurde von 1956 bis 1959 als Motocross gebaut.

## Technische Daten
Die Maico GS 175 hat einen fahrtwindgekühlten Maico-Einzylinder-Zweitaktmotor mit einem Hubraum von 173 cm³ (Bohrung/Hub: 61 × 59,5 mm) und Batteriezündung. Die Leistung lag bei maximal 15 PS. Über ein Vierganggetriebe und Kette wurde das Hinterrad angetrieben. Die GS 175 wog fahrfertig 122 kg. Der Kaufpreis betrug zur Bauzeit 1.930 D-Mark. Die Deutsche Motocross-Meisterschaft 1956 in der Klasse bis 175 cm³ Hubraum wurde von Maico dominiert: die ersten 10 Plätze errangen Fahrer auf GS 175. Zeitgleich wurde eine Straßenversion, die Maico MC 175, mit gleicher Leistung angeboten.